# پراکندگی جغرافیایی سنت بریدن آلت تناسلی زنان
این مقاله به پراکندگی جغرافیایی سنت بریدن آلت تناسلی زنان در کشورها و قوانین مرتبط می‌پردازد.

## آفریقا

نقشه پراکندگی در آفریقا. اطلاعات بر مبنای داده‌های تقریبی هستند.

در کشورهای آفریقایی برش دستگاه تناسلی زنان در بین پیروان اعتقادات انیمیستی رواج دارد. این عمل در بین مسیحیان و مسلمانان آفریقا هم رواج دارد. برش دستگاه تناسلی زنان امروزه در بین مردمان دره رود نیل مستقل از مذهب آن‌ها انجام می‌شود. مسلمان و قبطی‌ها در مصر، و در نقاط جنوبی تر تمامی اتیوپیان منجمله یهودیان اتیوپی (فلاشا‌ها) پیرو این رسم می‌باشند. این رسم در ۲۷ کشور از ۵۴ کشور آفریقا مکتوب شده‌است که میزان تقریبی آن ممکن است از ۵ درصد تا ۹۸ درصد بسته به کشور متفاوت باشد.
مصردر کشور مصر با وجود اینکه دولت ختنه زنان را از سال ۱۹۹۷ غیرقانونی اعلام کرده‌است (با درج استثناء برای برخی پزشکان) همچنان در نقاط مختلف این کار انجام می‌شود و قربانیانی نیز بر جای می‌گذارد. مجلس شورای ملی مصر با تصویب قانون دیگری، در تاریخ ۷ ژوئن ۲۰۰۸ میلادی، ختنه زنان را به جز در «شرایط استثنایی» جرم به‌شمار آورد. برخی فعالان معترضند که درج عبارت «شرایط استثنایی» موجب کاهش تأثیر قانون و تفسیر آن خواهد شد.
بورکینافاسوقانون منع این عمل در سال ۱۹۹۶ تصویب شده و از فوریه ۱۹۹۷ به اجرا درآمده‌است. کمپین‌هایی برای آگاه‌سازی مردم از خطرات ناقص سازی جنسی زنان از سال ۱۹۷۵ آغاز شده بود. قبل از تصویب این قانون نیز با حکم ریاست جمهوری کمیته ملی علیه قطع عضو تشکیل شد و همچنین برای کسانی که زنان و دختران را ختنه می‌کردند جریمه تعیین می‌شد.
ساحل عاجدر ۱۸ دسامبر ۱۹۹۸ قانون این کشور آسیب زدن به آلت جنسی زنانه را به هر شکل کامل یا جزئی با برداشتن، بریدن، بی‌حس کردن یا هر روش دیگری که سلامتی زن را به خطر اندازد ممنوع کرد و جریمه یک تا ۵ سال زندان و جریمه نقدی ۳۶۰۰۰۰ تا دو میلیون فرانک برای آن در نظر گرفت که در صورت مرگ قربانی به ۵ تا ۲۰ سال زندان افزایش یافته و چنانچه پزشکی مرتکب این عمل شود ۵ سال از حق طبابت محروم می‌شود.
| کشور                                | سال  | درصد دختران و زنان ختنه شده بین ۱۵ تا ۴۹ سال |
| ----------------------------------- | ---- | -------------------------------------------- |
| اتیوپی                              | ۲۰۰۵ | ۷۴٫۳                                         |
| اریتره                              | ۲۰۰۲ | ۸۸٫۷                                         |
| بنین                                | ۲۰۰۱ | ۱۶٫۹                                         |
| بورکینافاسو                         | ۲۰۰۵ | ۷۲٫۵                                         |
| جمهوری متحد تانزانیا                | ۲۰۰۴ | ۱۴٫۶                                         |
| جیبوتی                              | ۲۰۰۶ | ۹۳٫۱                                         |
| جمهوری آفریقای مرکزی                | ۲۰۰۵ | ۲۵٫۷                                         |
| چاد                                 | ۲۰۰۴ | ۴۴٫۹                                         |
| کامرون                              | ۲۰۰۴ | ۱٫۴                                          |
| ساحل عاج                            | ۲۰۰۵ | ۴۱٫۷                                         |
| مصر                                 | ۲۰۰۵ | ۹۵٫۸                                         |
| گامبیا                              | ۲۰۰۵ | ۷۸٫۳                                         |
| غنا                                 | ۲۰۰۵ | ۳٫۸                                          |
| گینه بیسائو                         | ۲۰۰۵ | ۴۴٫۵                                         |
| کنیا                                | ۲۰۰۳ | ۳۲٫۲                                         |
| لیبریا                              | ۲۰۰۷ | ۴۵٫۰                                         |
| مالی                                | ۲۰۰۱ | ۷۱٫۳                                         |
| موریتانی                            | ۲۰۰۱ | ۷۱٫۳                                         |
| نیجر                                | ۲۰۰۶ | ۲٫۲                                          |
| نیجریه                              | ۲۰۰۳ | ۱۹٫۰                                         |
| سیرالئون                            | ۲۰۰۵ | ۲۸٫۲                                         |
| سومالی                              | ۲۰۰۵ | ۹۷٫۹                                         |
| سودان، شمال (حدود ۸۰ درصد جمعیت کل) | ۲۰۰۰ | ۹۰٫۰                                         |
| اوگاندا                             | ۲۰۰۶ | ۰٫۶                                          |
| یمن                                 | ۱۹۹۷ | ۲۲٫۶                                         |

## آسیا

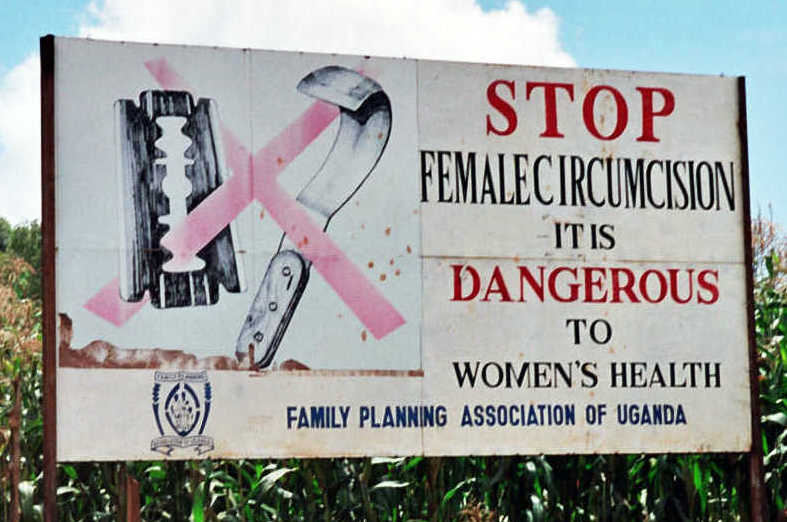
کمپین تابلوی جاده ای علیه ختنه زنان

اسرائیلاین عمل در میان برخی از زنان عرب بدوی ساکن در اسرائیل انجام می‌شود. تحقیقات میدانی نشان می‌دهد که هر چند قطع دستگاه تناسلی زنان در میان جامعهٔ اقلیت یهودی اتیوپیایی (فلاشا‌ها یا اسرائیل بتا)، پیش از مهاجرت به اسرائیل انجام می‌شده‌است. فلاشاهایی که به اسرائیل مهاجرت کرده‌اند، دیگر به انجام قطع دستگاه تناسلی زنان نمی‌پردازند.
افغانستاندر افغانستان بریدن آلت تناسلی زنان ناشناخته‌است.
ایران
ختنه کردن دختران در ایران پدیده ای جدید نیست، ولی عدم دسترسی به اطلاعات در این خصوص عملاً آن را نامرئی می‌کرد و به محققان مجال نمی‌داد در مورد وقوع این عمل در ایران حقایقی کشف کنند. دولت ایران همواره از اذعان به وجود این عمل در ایران اکراه داشت و مردم عادی نیز در این باره سکوت اختیار کرده بودند چرا که این مسئله در زمره محرمات یا امور به اصطلاح تابو قرار داشت.
بنا به تحقیقات این عمل در چهار استان ایران یعنی هرمزگان، کرمانشاه، کردستان و آذربایجان غربی معمول است. تحقیقات مختلف میزان ختنه دختران و زنان در ایران را متفاوت با هم و از ۴۰٪ تا ۸۵٪ تخمین زده‌اند. بنا به تحقیقی که در سال ۲۰۱۲ در استان کرمانشاه صورت گرفت ختنه کردن دختران در میان زنان روانسر روالی معمول است و بیش از ۵۵٪ دختران پیش از رسیدن به هفت سالگی ختنه می‌شوند.

تحقیقات جدید در سال ۲۰۱۵ نشان داده که ختنه دختران در برخی روستاهای منتخب در میان دختران و زنان (برای مثال در برخی روستاهای قشم در حدود ۶۰٪) شیوع دارد، علی‌الخصوص در روستاهای چهار استان پیش گفته. با وجود این، در همین استان‌ها نیز ختنه دختران نه در بخش‌های شمالی آذربایجان غربی که مردمان آن به زبان ترکی آذری و کردی کرمانجی سخن می‌گویند رواج دارد و نه در بخش‌های جنوبی کرمانشاه و بخش‌های شمالی هرمزگان.
این تحقیق نشان داد که در میان استان‌ها پیش گفته بیشترین میزان ختنه دختران مربوط به استان هرمزگان است. بنا به این تحقیق ختنه کردن دختران عمدتاً در میان اهل تسنن شافعی مذهب معمول است. اکثریت جمعیت استان‌های غربی را اهل تسنن شافعی مذهب تشکیل می‌دهد و استان جنوبی هرمزگان و جزیره‌های آن نیز اجتماعات شافعی مذهب بسیاری دارد.

نظر به اینکه گروه‌های قومی و دینی مختلف در این چهار استان پراکنده‌اند، ترسیم نقشه ای دقیق برای نمایش مناطق درگیر ختنه دختران و میزان رواج آن در این مناطق، کاری پرمسئله و تقریباً بعید می‌نماید. رواج ختنه دختران در ایران بسیار پراکنده و نامتمرکز است و در مناطق مختلف کردستان مثلاً تفاوت چشمگیری دارد، گاه این تفاوت حتی در دو روستای همسایه نیز زیاد است.
این تحقیق همچنین از کاهش میزان ختنه در میان دختران و زنان ۱۵ تا ۲۹ ساله حکایت دارد که در قیاس با زنان ۳۰ تا ۴۹ ساله تقریباً ۳۰٪ کمتر است و ظاهراً در میان دختران زیر ۱۰ سال کمتر از ۸٪ رواج دارد. این نکات ما را به این نتیجه می‌رساند که میزان ختنه دختران طی چند دهة گذشته با آهنگی یکنواخت و پیوسته کاهش یافته‌است.
اولین و البته تا به امروز تنها فیلم مستندی که در مورد ختنه دختران در ایران ساخته شده مستندی است با عنوان «به نام سنت» که کامیل احمدی در خلال پیش بردن تحقیق خود در روستاهای کردنشین و همسایه مهاباد، و نیز برخی روستاهای نزدیک استان کردستان و برخی مناطق اورامان (واقع در میان استان کردستان و کرمانشاه) فیلمبرداری کرده‌است. این مستند مردم شناختی که اکنون دوباره تدوین شده و در کنار این پژوهش در دسترس عموم قرار گرفته حاوی مصاحبه‌ها و تصاویری است ضبط شده از برخی مناطق و روستاهای استان کرمانشاه و هرمزگان و جزایر آن (یعنی قشم، هرمزگان و کیش)، از جمله مصاحبه‌هایی با زنان محلی و زنان ختنه‌کننده (به اصطلاح محلی بی بی‌ها یا همان ختان‌های حرفه ای). این مستند عقاید و باورهای مردان محلی، کارکنان مراکز بهداشتی و درمانی، پزشکان و روحانیون را ثبت کرده و نمایش می‌دهد.

این تحقیق اکنون در سطح جهانی به رسمیت شناخته شده و تریبون سازمان ملل متحد نشستی را برای بحث در «شورای حقوق بشر» در تاریخ ۱۹ ژوئن ۲۰۱۵ در ژنو به این موضوع اختصاص داده‌است، نشستی با موضوع حذف ختنه دختران و با حضور کامیل احمدی.
عراقنواحی کردنشین شمال عراق، تنها منطقه شناخته‌شده در عراق می‌باشد که این رسم در آن انجام می‌شود. روزنامه واشینگتن پست در اواخر سال ۲۰۰۸ از شیوع ختنه زنان در نواحی کردنشین عراق گزارش داده‌است. طبق مطالعات انجام گرفته در این سال بیش از ۶۰ درصد زنان کرد در نواحی کردنشین شمال عراق ختنه می‌شوند. این میزان حداقل در یک ناحیه به ۹۵ درصد می‌رسد. دیده‌بان حقوق بشر هم در سال ۲۰۱۰ در گزارشی رواج ختنه زنان در برخی نقاط کردستان عراق را تا ۷۰٪ برآورد کرده که بیشتر در سنین ۳ تا ۱۲ سالگی و اغلب به‌دست افراد غیرمتخصص و در شرایط غیربهداشتی انجام می‌شود. در مواردی هم فشارهای اجتماعی باعث شده تا زنان بالغ نیز به عمل ختنه دست بزنند که در این موارد، ختنه شرط ازدواج با این زنان بوده‌است.
کشورهای عربی خاورمیانهاین رسم در جنوب یمن، بحرین، امارات متحده عربی و عمان انجام می‌شود. با اینحال این رسم در عربستان، اعراب عراق، اردن، سوریه و لبنان مرسوم نمی‌باشد. به صورت تاریخی در جهان اسلام، این رسم به صورت خیلی غیرمنظم انجام شده یا اینکه خودشان را به سوزن زدن نمادین به کلیتوریس محدود می‌کرده‌اند. در یک منطقه جغرافیایی ممکن است قبیله‌ای آن را انجام دهند و قبیله همسایه از وجود آن مطلع نباشد یا اینکه آن را ترک کرده باشند. کشیدن نقشه‌ای که میزان رواج ختنه زنان را نشان دهد کار بسیار سختی است زیرا عموماً این کار به صورت مخفیانه انجام می‌شود، مردان از آن آگاه نمی‌شوند و مراسم و تشریفات خاصی ندارد.
آسیای جنوبیختنه زنان مسلمان در کشورهای جنوب آسیا و استرالیا عموماً به صورت نمادین بوده، و معمولاً در دوران نوزادی یا ابتدای طفولیت انجام می‌شود. اینگونه ختنه باعث برداشتن کلیتورس نشده و باعث تنزل در عملکرد دستگاه جنسی نمی‌شود، و عموماً به صورت عمده‌ای ملایم تر از ختنه مردان بوده و شانس عفونت و ناقص سازی دستگاه جنسی در مقایسه در آن کمتر می‌باشد. انجام گونه‌های پیشرفته تر قطع دستگاه جنسی به عنوان دستور اسلامی در نظر گرفته نشده و امروزه به صورت فزاینده‌ای عموم مردم در مورد مضرات آن آگاهی پیدا کرده‌اند.
مالزیبر اساس مطالعاتی که در روستایی در مالزی انجام شده، سن معمول برای ختنه بین شش ماهگی تا سه سالگی است اگر چه تلاش می‌شود این کار زود انجام شود تا پوست روی نوک کلیتوریس نرم و قابل دیدن باشد. ختنه چند ثانیه بیشتر طول نمی‌کشد و در آن فقط این پوست روی نوک کلیتوریس بریده می‌شود. در گذشته مرسوم بوده که هنگام ختنه دختران بزرگتر (بین پنج تا هشت سال)، او را به صورت زیبایی با طلا آرایش کرده، جشنی بر پا می‌کردند که در آن دختر به صورت نمادینی به عنوان زن آینده ارائه می‌شد. امروزه این آداب منسوخ شده‌است. همچنین امروزه والدینی که دختران خود را ختنه نکنند بر خلاف گذشته مورد نکوهش جامعه قرار نمی‌گیرند. این امر بخاطر باور گسترده مردم به عدم واجب بودن ختنه زنان در اسلام می‌باشد؛ برخی از روحانیون ختنه زنان را نه جزو تعلیمات قرآن می‌دانند و نه جز تعلیمات محمد.
هند و سریلانکاگزارش‌هایی ازختنه زنان در هند و سریلانکا وجود دارد. مثله کردن جنسی زنان در کشور هند رایج نیست اما دولت هند تاکنون هیچ قانونی در پیرامون این موضوع وضع نکرده‌است.

## اقیانوسیه

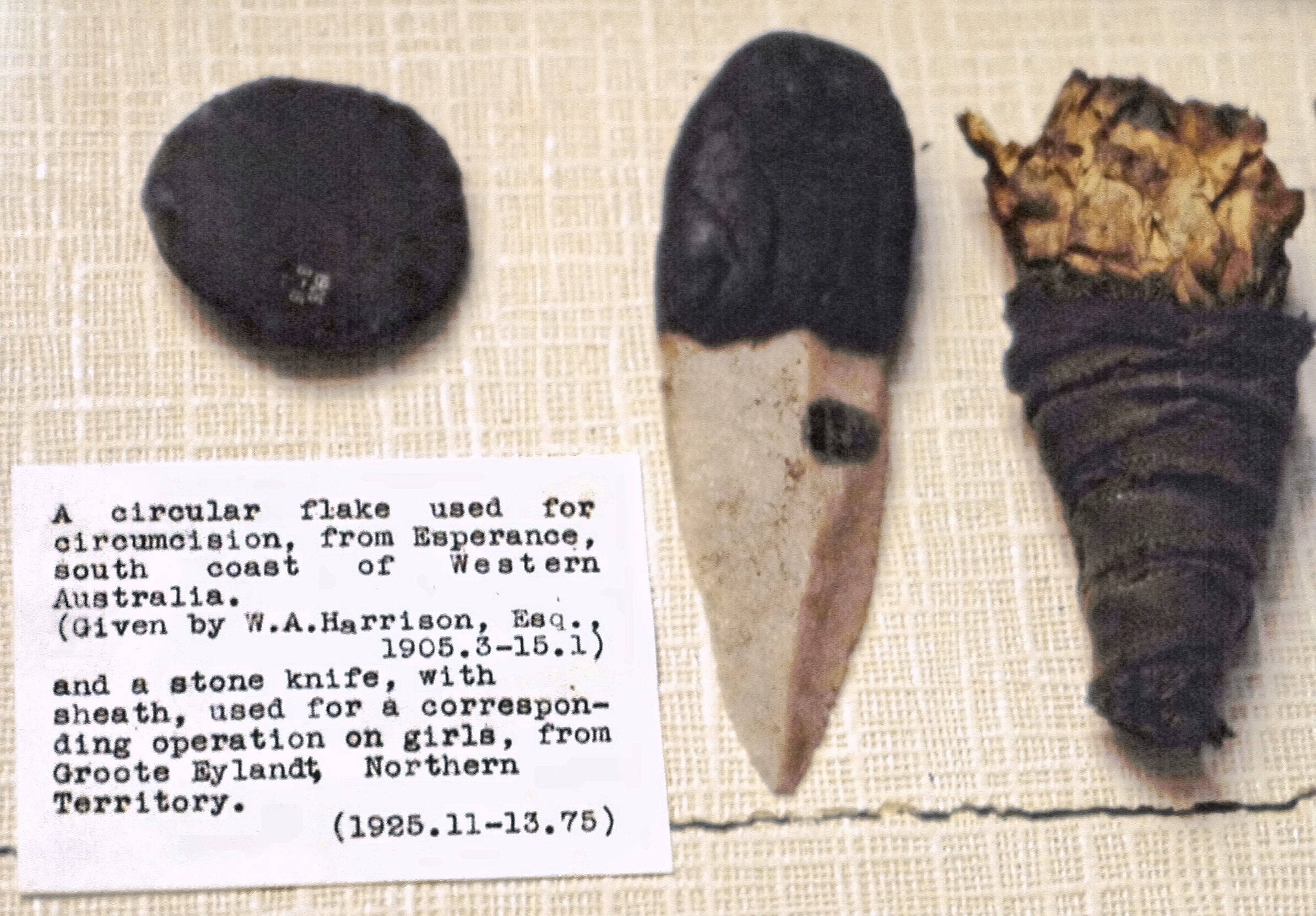
یک چاقوی سنگی به همراه غلاف آن که برای بریدن آلت تناسلی زنان در استرالیا استفاده می‌شده‌است (عکس از موزه بریتانیا در شهر لندن).

این رسم در میان بومیان استرالیا مرسوم بوده‌است.

## دیگر کشورها
در قرن نوزدهم و اوایل قرن بیستم میلادی، پزشکان غربی از برش کلیتوریس جهت درمان برخی مشکلات عصبی و جنسی استفاده می‌کردند. از جمله دلایلی که پزشکان برش کلیتوریس را تجویز می‌کردند اعتقاد به این بود که خودارضایی ممکن است به جنون بینجامد. این موضوع در غرب ادامه نیافت و هیچگاه مبدل به آداب مذهبی یا بخشی از فرهنگ غرب در نیامد. امروزه در جمعیت‌های مهاجر برخی کشورها این رسم دیده می‌شود.
در سال ۱۹۹۶، قانون فدرال به عمل ناقص‌سازی جنسی زنان وجهه‌ای جنایی بخشید. ۱۵ ایالت نیز قانون‌های مشابهی را تصویب کرده‌اند.
کاناداناقص‌سازی جنسی زنان، دختران و زنان برخی جمعیت‌های مهاجر را در کانادا تحت تأثیر قرار داده‌است. دولت کانادا ختنه زنان را سوءقصد به کودکان شمارده و در مواد ۲۶۷ (سوءقصد منجر به آسیب بدنی) یا ۲۶۸ قانون جرایم ممنوع کرده‌است.
پرو و کلمبیاهمچنین گزارش‌هایی از ختنه زنان در پرو و کلمبیا به ثبت رسیده‌است.
انگلستان
ناقص‌سازی جنسی زنان در انگلستان ممنوع است و چنانچه چاره دیگری نباشد کودکانی که در معرض این خطر هستند ممکن است از خانواده‌شان گرفته شوند. این رسم، دختران و زنان برخی جمعیت‌های مهاجر به ویژه دختران و زنان مصری، اریتره‌ای، اتیوپیایی، غنایی، نیجریه‌ای، سومالیایی، سودانی، و یمنی را در انگلستان تحت تأثیر قرار داده‌است. برپایهٔ انجمن پزشکی انگلستان، رایج‌ترین سن دختران برای این کار میان ۷ تا ۹ سال است. در چند سال گذشته ناقص‌سازی جنسی زنان در انگلستان سالانه حدود ۳۰۰ تا ۴۰۰۰ مورد گزارش شده‌است.
آلمان
در آلمان در حدود ۶۰۰۰ دختر آفریقایی‌تبار، در سال ۲۰۰۴ در معرض تهدید ناقص‌سازی جنسی زنان قرار داشته‌اند. جینته زاچائوس از سازمان حقوق بشر آلمان به دویچه وله چنین گفته‌است:
«ما از طریق زنان سومالیایی که اینجا در آلمان زندگی می‌کند که به پزشکان آلمانی مراجعه می‌کرد، از مشکل آگاه شدیم. آن‌ها گفتند هنگامی که پزشکانشان چیز زیادی دربارهٔ ناقص‌سازی جنسی زنان نمی‌دانستند، درمان شدن برایشان دشوار بوده‌است.»
فرانسه
در فرانسه پرونده‌های مربرط به ختنه زنان تحت قوانین سوءاستفاده از کودکان بررسی می‌شوند که رویهٔ قضایی ممنوعیت ختنهٔ زنان را در فرانسه محرز می‌کند. با اینحال در فرانسه هیچ قانون مشخصی برای ختنهٔ زنان تصویب نشده‌است. یووز کرنلپ، رئیس دادگاه جنایی پاریس، نارضایتی خود را از نبود وضع قانونی مشخص برای قطع دستگاه تناسلی زنان در فرانسه ابراز داشت. در سال ۱۹۹۲ گروه زنان برای فسخ ناقص‌سازی جنسی زنان، در کشور فرانسه حدود ۲۷۰۰۰ دختر و زن دستخوش ناقص‌سازی را برآورد کرد.